# Drypetes caustica
Drypetes caustica là một loài thực vật có hoa trong họ Putranjivaceae. Loài này được (Frapp. ex Cordem.) Airy Shaw mô tả khoa học đầu tiên năm 1972.